# Meioneta simplicitarsis
Meioneta simplicitarsis är en spindelart som först beskrevs av Simon 1884.  Meioneta simplicitarsis ingår i släktet Meioneta och familjen täckvävarspindlar. Inga underarter finns listade i Catalogue of Life.